# Iyoas II
Iyoas II, död 1821, var kejsare av Etiopien mellan 1818 och 1821.